# Ulshagen

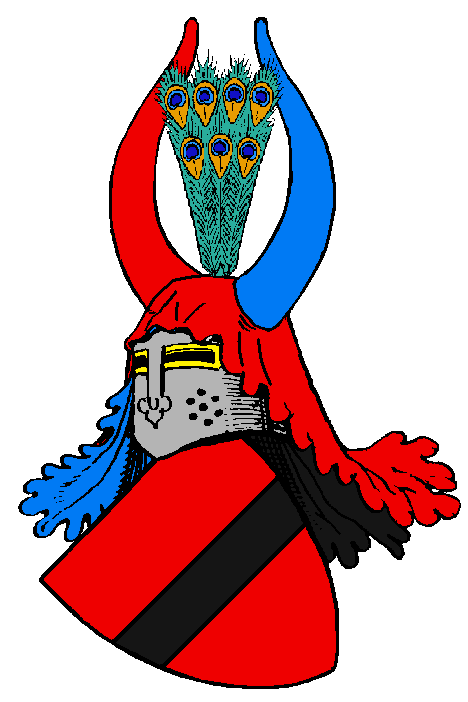
Wappen der (Krabbe) von Ulshagen

Ulshagen ist der Name eines erloschenen mecklenburgischen Adelsgeschlechts.

## Geschichte
Die ursprüngliche Heimat wird in Dänemark vermutet. Das Geschlecht soll früher den Namen Krabe oder Krabbe geführt haben, später nannte es sich nur nach seinem Gut Ulshagen im Amt Stargard. Eine Chronik nennt 1245 einen Busso Krabe von Ulshagen. Auch in Pommern wurden Angehörige sesshaft.

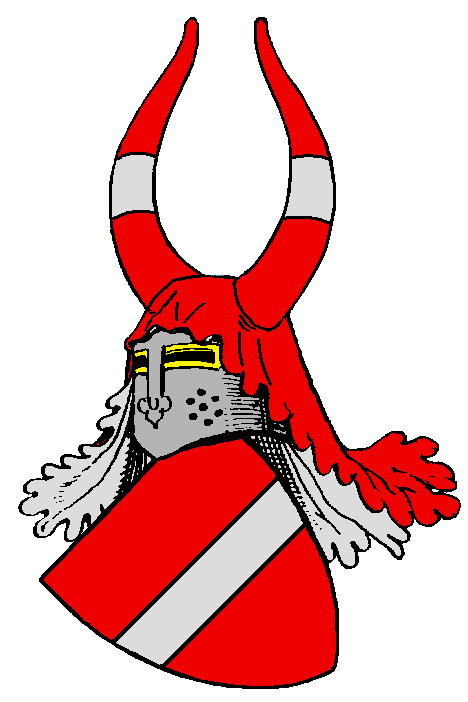
Wappen der dänischen Krabbe (af Østergård)

Tatsächlich gab es in Dänemark ein adliges Geschlecht Krabbe mit ähnlichem Wappen. Stammvater des nordjütländischen Adelsgeschlechts Krabbe til Østergård war Niels Mikkelsen, der 1336 urkundete. Ein Mikkel Krabbe war Vater des Nils Krabbe, der 1408 Kirsten Munk, eine Tochter des Ritters Stig Munk, heiratete. In Dänemark starb dieses Adelsgeschlecht Krabbe 1878 aus, Zweige bestehen aber in Großbritannien und Argentinien fort. Als Krabbe af Krageholm wurde ein Spross 1664 in Schweden naturalisiert, starb dort aber mit demselben Jörgen bereits 1678 im 1676 ihm verliehenen Freiherrnstand aus.
In der Åsted Kirke im nordjütischen Viborg Amt besteht ein schönes Epitaph von 1558. Es gedenkt des dänischen Reichsrats Iver Krabbe til Østergård, Krabbesholm og Skovsgård, und seiner Frau Magdalene Banner. Ein ebenso schönes Epitaph stellt den im schwedischen Vegholm gestorbenen dänischen Reichsmarschall Tyge Mogensen Krabbe af Østergaard (1474–1541) und seine Frau Anne Nielsdotter Rosenkrantz dar.

## Wappen
In Rot ein schwarzer Balken, auf dem Helm zwischen zwei Ochsenhörner in Rot und Blau ein grüner Federbusch.
Möglicherweise war der Balken im Wappen der (Krabbe) von Ulshagen eigentlich genauso silbern auf rotem Grund wie beim Wappen der dänischen Krabbe, denn „Silber zum Beispiel oxidiert leicht und weist dann einen Grauton, ja sogar eine bläuliche oder schwärzliche Schattierung auf –also das Gegenteil des ursprünglich Gewollten“ und „da die alten Maler Gold mit Rot, Silber mit Blau zu untermalen pflegten, so traten bei Oxidierung der Metalle diese Farben hervor und erzeugten Ungenauigkeiten in der Wappendarstellung.“